# سفارة النرويج في روسيا
سفارة النرويج في روسيا هي أرفع تمثيل دبلوماسي لدولة النرويج لدى روسيا. تقع السفارة في موسكو وهي تهدف لتعزيز المصالح النرويجية في روسيا.

## وصلات خارجية
- الموقع الرسمي
- قائمة سفارات النرويج
- قائمة السفارات في روسيا